# دافيد وايسبورد
دافيد وايسبورد David Weisburd (من مواليد 1954)، هو عالم إجرام إسرائيلي أمريكي معروف بأبحاثه حول علم الجريمة المكاني والشرطة وجرائم ذوي الياقات البيضاء.
حصل وايسبورد على جائزة ستوكهولم في علم الجريمة عام 2010،  وحصل على جائزة إسرائيل في العمل الاجتماعي والأبحاث الجنائية في عام 2015، والتي تعتبر أعلى وسام شرف في الدولة.

## أبحاثه
يعد وايسبورد باحثًا غزير الإنتاج، وقد حصل بحلول عام 2023 على أكثر من 23 مليون دولار من تمويل المنح التنافسية ونشر أكثر من 35 كتابًا و175 مقالًا صحفيًا و100 فصل في كتاب. يشتهر فايسبورد بعمله في علم الإجرام المكاني، وعلم الإجرام التجريبي، وجرائم الياقات البيضاء.
لقد أظهرت أبحاث وايسبورد حول علم الجريمة المكاني أهمية التركيز على الدور الذي تلعبه الأماكن الجغرافية الصغيرة، مثل الشوارع، في تفسير الجريمة. على سبيل المثال، في دراسة أجريت عام 1995 في مدينة جيرسي بولاية نيوجيرسي، وجد وايسبورد أن ما بين 15% إلى 20% من إجمالي الجرائم ناجمة عن 56 نقطة ساخنة في سوق المخدرات.
في دراسة طولية حديثة لمراكز الجريمة في سياتل في واشنطن: وجد وايسبورد وزملاؤه أن ما بين 5% و6% من الشوارع في المدينة تولد أكثر من 50% من حوادث الجريمة كل عام. والأهم من ذلك، أن هذا البحث أظهر أيضًا أن مراكز الجريمة ظلت مستقرة عبر الزمان والمكان خلال فترة الدراسة البالغة 16 عامًا. وقد كرر فايسبورد هذه النتائج أيضًا في تل أبيب بإسرائيل، حيث تم العثور على نفس مستويات التركيز تقريبًا كما في دراسته في سياتل. في خطاب وايسبورد ساذرلاند أمام الجمعية الأمريكية لعلم الإجرام في عام 2015، قال إن اتساق تركزات الجريمة عبر المدن وعبر الزمن كان كبيرًا جدًا لدرجة أنه اقترح قانون لتركزات الجريمة في الأماكن.
وقد أثبتت أبحاث وايسبورد مرارا وتكرارا أهمية هذه النتائج بالنسبة لسياسة منع الجريمة، وخاصة في مجال الشرطة. ومع التركيز على تفسير الجريمة من خلال العوامل المكانية، فإن الشرطة وغيرها من وكالات منع الجريمة لديها أهداف ثابتة لتركيز جهودها عليها.
بدءًا من دراسة تجريبية رائدة أجراها لورانس شيرمان في عام 1995،  أظهرت أبحاث وايسبورد مرارًا وتكرارًا فعالية تركيز موارد الشرطة لمنع الجرائم على النقاط الصغيرة الساخنة للجريمة. وعلى وجه التحديد، تظهر هذه المجموعة من الأبحاث أن الجريمة والفوضى قد انخفضت بشكل كبير في المناطق الساخنة المستهدفة وأن الجريمة لا تنتقل ببساطة إلى المناطق المجاورة.
في الواقع، تشير أبحاث وايسبورد إلى أنه من المرجح أيضًا أن تنخفض معدلات الجريمة في المناطق المجاورة التي لم تحظ باهتمام إضافي من الشرطة - وهي ظاهرة أطلق عليها اسم نشر فوائد مكافحة الجريمة.
لقد بحثت أعمال وايسبورد الأخيرة تأثير الأنواع المختلفة من تكتيكات الشرطة في بؤر الجريمة الساخنة على الأشخاص الذين يترددون على هذه المناطق المستهدفة. وقد تناولت إحدى الدراسات الحديثة تأثير حملات الشرطة القمعية على الفوضى على السكان، في حين ركزت دراسة أخرى على استخدام قسم شرطة مدينة نيويورك لإيقاف وتفتيش الأشخاص المشبوهين.
وقد أظهر وايسبورد وزملاؤه، في تجربة عشوائية أجريت في ثلاث مدن، أنه عندما يتم تدريب فرق منع الجريمة التي تركز على بؤر الجريمة الساخنة على أساليب العدالة الإجرائية، فإنهم سيعاملون الأشخاص في الميدان باحترام أكبر، ويقومون بعدد أقل من الاعتقالات، ويقللون الجريمة إلى مستوى أقل من الضباط غير المدربين. ووجدت تلك الدراسة أيضًا أن المواطنين سيكونون أقل عرضة لرؤية الضباط المدربين على العدالة الإجرائية وهم يستخدمون الكثير من القوة، أو يضايقون الناس في الشارع.
فيما يتعلق بهذا العمل، عزز وايسبورد أيضًا أهمية التجارب العشوائية المضبوطة في تقييم سياسات وبرامج الجريمة والعدالة. تنتج التصميمات التجريبية العشوائية الأدلة الأكثر صحة وموثوقية حول تأثير السياسات أو التدخلات، وبالتالي يرى وايسبورد أن المجال لديه ضرورة أخلاقية لاستخدام التصاميم التجريبية كلما كان ذلك ممكنًا. وقد أظهر عمله في هذا المجال أيضًا أن هناك تناقضًا في الدراسات التجريبية، حيث غالبًا ما يكون لزيادة حجم العينة نتيجة غير مقصودة تتمثل في تقليل القوة الإحصائية المرصودة للدراسة.
أخيرًا، قدم وايسبورد أيضًا مساهمات كبيرة في فهمنا لجرائم ذوي الياقات البيضاء. في دراسة تجريبية واسعة النطاق لجرائم ذوي الياقات البيضاء، وجد أن مجرمي الياقات البيضاء كانوا غالبًا من الطبقات الوسطى، وكان لديهم اتصالات متعددة مع نظام العدالة الجنائية، وأن الكثير من جرائم الياقات البيضاء كانت عادية ويومية بطبيعتها.

## التدريس
بدأ وايسبورد مسيرته الجامعية في كلية شيمر، وتركها في عام 1973 للالتحاق بجامعة برانديز. تخرج فايسبورد في عام 1976، وحصل على بكالوريوس في علم الاجتماع من جامعة برانديز، حيث تم انتخابه لعضوية فاي بيتا كابا. أكمل وايسبورد دراساته العليا في جامعة ييل، حيث حصل على درجة الماجستير في علم الاجتماع عام 1978، ودرجة الماجستير في الفلسفة في علم الاجتماع عام 1980، والدكتوراه في علم الاجتماع عام 1985.

## الأوساط الأكاديمية
يعمل فايسبورد حاليًا أستاذًا متميزًا في علم الجريمة والقانون والمجتمع في جامعة جورج ميسون  وأستاذ القانون والعدالة الجنائية في كلية الحقوق بالجامعة العبرية،  وقبل هذه التعيينات في الجامعة العبرية وجامعة جورج ميسون، عمل وايسبورد كعضو في هيئة التدريس في جامعة ميريلاند، كوليدج بارك من عام 2002 إلى عام 2008 وجامعة روتجرز من عام 1985 إلى عام 1993. حصل أيضًا على عدد من التعيينات الزائرة والفخرية. وتشمل هذه التعيينات منصب أستاذ زائر في المركز الرئيسي للأخلاق والقانون والعدالة والحوكمة في جامعة غريفيث في بريسبان في أستراليا في عام 2004، وباحث زائر في جامعة كامبريدج في عام 2007، وأستاذ فخري في كلية شرطة زيجيانغ في هانغتشو في الصين في عام 2011.
وقد شغل وايسبورد أيضًا عددًا من المناصب البحثية، بالإضافة إلى تعييناته الأكاديمية. وشمل ذلك العمل كباحث مشارك أول في معهد فيرا في نيويورك من عام 1984 إلى عام 1985، والمدير التنفيذي لمركز دراسات منع الجريمة في جامعة روتجرز من عام 1995 إلى عام 1996 (حيث كان أيضًا مديرًا من عام 1990 إلى عام 1995)، وباحثًا رفيع المستوى. وكان باحث كبير في مؤسسة الشرطة في واشنطن العاصمة من عام 1997 إلى عام 2000 (حيث يشغل حاليًا منصب زميل كبير ورئيس اللجنة الاستشارية للأبحاث فيها)، وزميل باحث زائر في المعهد الهولندي لدراسة الجريمة وإنفاذ القانون في ليدن في هولندا من 2004 إلى 2006.

## جوائز
حصل على جائزة ستوكهولم في علم الجريمة، وهو أعلى وسام في هذا المجال في عام 2010.
حصل أيضًا على العديد من الجوائز والأوسمة الأخرى لعمله في علم الجريمة والعدالة الجنائية.
ومؤخرًا حصل على جائزة روتشيلد في العلوم الاجتماعية من مؤسسة ياد هنديف،  وجائزة السير روبرت بيل من معهد كامبريدج لعلم الجريمة،  وميدالية عائلة بيك الرئاسية لتميز أعضاء هيئة التدريس في مجال البحث  من جامعة جورج ماسون، كل ذلك في عام 2022.
في عام 2019، حصل على جائزة الإنجاز مدى الحياة  من قسم الشرطة بالجمعية الأمريكية لعلم الإجرام، وفي عام 2018 حصل على جائزة جيمس شورت للباحثين الكبار  من قسم المجتمعات بالجمعية الأمريكية لعلم الجريمة المكاني.
في عام 2017، حصل على جائزة الإنجاز مدى الحياة للبحث في علم الجريمة من الجمعية الإسرائيلية لعلم الجريمة.
وفي عام 2015، حصل على جائزة إسرائيل في العمل الاجتماعي والبحوث الجنائية، التي تعتبر أعلى وسام في الدولة.
في عام 2014 حصل على جائزة إدوين إتش. ساذرلاند  من الجمعية الأمريكية لعلم الجريمة (ASC)، وفي عام 2017 حصل على جائزة أغسطس فولمر  لمساهماته في منع الجريمة من الجمعية الأمريكية لعلم الجريمة.
وفي عام 2016 حصل على جائزة التوجيه من ASC.
في عام 2014 حصل على جائزة جيري لي لإنجاز العمر  من قسم علم الإجرام التجريبي بالجمعية الأمريكية لعلم الإجرام، وجائزة روبرت بوروتش للمساهمات المميزة في الأبحاث التي توجه السياسة العامة.
في عام 2011، حصل فايسبورد على جائزة عائلة كلاتشكي للتقدم في حدود العلوم من الجامعة العبرية في القدس.
في عام 2010، حصل وايسبورد على جائزة الوزير للعلماء المتميزين، وزارة استيعاب المهاجرين في إسرائيل. في عام 2008، حصل على جائزة جوان ماكورد للمساهمات المتميزة في علم الإجرام التجريبي من قبل أكاديمية علم الإجرام التجريبي، حيث تم انتخابه أيضًا كزميل في عام 2001  في عام 2005، تم انتخاب وايسبورد زميلًا فخريًا للجمعية الأمريكية لعلم الجريمة.